# Даріуш Вдовчик
Даріуш Януш Вдовчик (пол. Dariusz Janusz Wdowczyk; нар. 25 вересня 1962, Варшава, Польща) — польський футболіст та тренер, виступав на позиції захисника. У 1984—1992 роках гравець збірної Польщі.

## Кар'єра гравця

### Клубна кар'єра
Кар'єру футболіста розпочав у клубі «Гвардія» (Варшава). У футболці «гвардійців» дебютував в Екстраклясі в сезоні 1981/82 років. Протягом періоду виступів у варшавському клубі був основним гравцем. Вдалими виступами у «Гвардії» привернув до себе увагу іменитішого варшавського клубу — «Легії». З 1983 року й протягом наступних 7 сезонів виступав у складі «військовиків». Один з найкращих гравців варшавської команди 80-х років XX століття. Незважаючи на те, що «Легія» в цей період не виграла жодного чемпіонату Польщі, Даріуш визнавався одним з найкращих футболістів тогочасного польського чемпіонату. Виступаючи в «Легії» на позиції захисника, прославився в тому числі потужним ударом, завдяки чому у футболці «військових» відзначився 16-а голами. У складі «Легії» провів 192 офіційні поєдинки, в тому числі й 152 матчі в польському чемпіонаті. Виконував у команді функцію капітана. Під час перерви у сезоні 1989/90 років виїхав до Шотландії, де протягом 5 сезонів виступав у місцевому «Селтіку». У цій команді виступав разом з іншим колишнім гравцем «Легії» — Даріушем Дзекановським. Після цього декілька років відіграв в англійському «Редінгу». Кар'єру гравця завершував у 1998 році в складі варшавської «Полонії», де й розпочав тренерську діяльність. У польському чемпіонаті зіграв 211 матчів, в яких відзначився 17-а голами. У шотландському чемпіонаті провів 119 поєдинків, в яких відзначився 4-а голами, а в англійському чемпіонаті зіграв 82 матчі.

### Досягнення як гравця
Будучи гравцем «Легії» у 1989 році виграв кубок та суперкубок Польщі, а також допоміг варшавському клубу виграти кубок Польщі 1990 року.

### Кар'єра в збірній
Ще будучи підлітком захищав кольори Польщі, виступаючи в юнацьких збірних Польщі. Саме в їх складі досяг найбільших міжнародних успіхів. У 1980 та 1981 роках дівчі ставав чемпіоном Європи U-18, а завдяки вдалим виступам у «Гвардії» та «Легії» привернув до себе увагу тренера головної збірної країни Антонія Пєхнічека. У національній збірній дебютував 12 вересня 1984 року в поєдинку проти Фінляндії. Згодом став регулярно викликатися до збірної, але для участі в чемпіонаті світу 1986 року в Мексиці не викликався. Основний гравець збірної в період роботи на тренерському містку Войцеха Лазарека та Анджея Стрейлау. У 6-и матчах виводив збірну з капітанською пов'язкою, в тому числі й у поєдинках проти Англії та Швеції наприкінці кваліфікації до чемпіонату світу в Італії. Виступи в польській «кадрі» завершив 19 травня 1992 року у матчі проти Австрії. У футболці польської збірної зіграв 53 матчі, відзначився 2 голами.

## Кар'єра тренера
Тренерську діяльність розпочав ще будучи гравцем варшавської «Полонії». На початку сезону 1998/99 років був граючим асистентом при головному тренері Здиславі Подеворному. По завершенні футбольної кар'єри, а також відставки Подеворного та спортивного директора «Полонії» Єжи Енгеля очолив «Чорні сорочки». Після переходу Енгеля на посаду селекціонера національної збірної під час зимової перерви сезону 1999/00, Вдовчик став самостійним головним тренером «Полонії», яку того ж сезону привів до звання чемпіона Польщі і перемоги в Кубку Ліги, а потім й до перемоги в Суперкубку.
Під час сезону 2000/01 років, який розпочався для «Полонії» не дуже вдало, Вдовчик розпрощався з посадою головного тренера столичного клубу. Декілька місяців пропрацював в «Орлені» (Плоцьк), а після цього у лодинському «Відзеві», однак був звільнений напередодні першого матчу сезону. Згодом працевлаштувався в третьоліговій «Короні» (Кельці), яку вивів до другої ліги. Також доклав зусиль до виходу «Корони» в першу лігу, оскільки очолював команду в першій частині сезону, але під час перерви в чемпіонаті розірвав контракт з клубом через можливість очолити «Легію».
Декілька разів згадувався як кандидат на посаду головного тренера «Легії». Зігідно з чутками, розповсюдженими у польських ЗМІ, вважався фаворитом нового власника варшавської команди — Групи ITI. Зрештою, у вересні 2005 року, став головним тренером «Легії», замінивши Яцека Зелінського, який став асистентом Даріуша. Результатом його роботи стала перемога в чемпіонаті Польщі 2006. Сезон 2006/07 років вже не був настільки вдалим для Вдовчика. Після поразки в кваліфікації Ліги чемпіонів, вибування з Кубку УЄФА та кубку Польщі, а також провальних виступів у національному чемпіонаті, становище Вдовчика в «Легії» опинилося під загрозою. Внаслідок подальших невдачт у весняній частині чемпіонату Польщі, 13 квітня 2007 року був звільнений з займаної посади.
1 липня 2007 року призначений виконувачем обов'язків директора в шотландському клубі «Лівінгстон». 29 жовтня 2007 року підписав контракт з друголіговою варшавською «Полонією». Через звинувачення в корупції пропрацював у клубі менше півроку. Незабаром після цього ПЗПН призупинив дію тренерської ліцензії Вдовчика, через що Даріуш не зміг працювати на тренерських посадах. Офіційно контракт Вдовчика з «Полонією» було розірвано 15 квітня 2008 року, а в липні того ж року працював у клубі четвертої ліги польського чемпіонату «Корона» (Гура-Кальварія), в якій офіційно рахувався як консультант. На цій посаді пропрацював у Гуржі-Кальварії до березня 2009 року.
Після завершення терміну дискваліфікації, 20 березня 2013 року, повернувся до тренерської роботи, очоливши «Погонь» (Щецин). У першому сезоні він врятував команду від вильоту, зайнявши 12-е місце, а вже наступного року після 30 турів, «Погонь» розташувалася одразу за призовою трійкою (4-е місце), але у фіналтній частині чемпіонату програла 5 матчів і опустилася на 7-е місце. Загалом на тренерському містку «Погоні» здобув 19 перемог, 22 рази зіграв внічию та зазнав 19-х поразок.
З 13 березня по 10 листопада 2016 року працював тренером у краківській «Віслі». 3 березня 2017 року очолив «П'яст» (Глівіце). 19 вересня 2017 року звільнений з займаної посади. 

## Досягнення як тренера
«Полонія» (Варшава)
- Екстракляса
  -  Чемпіон (1): 1999/00

- Кубок Екстракляси
  -  Володар (1): 2000

- Суперкубок Польщі
  -  Володар (1): 2000

«Легія» (Варшава)
- Екстракляса
  -  Чемпіон (1): 2005/06

## Корупційний скандал
28 березня 2008 року Даріуша Вдовчика затримало Центральне антикорупційне бюро у зв'язку з корупційним скандалом у польському футболі. Прокурор звинуватив його в наданні майнових пільг суддям та спостерігачам за матчами в обмін на перемогу та оцінки матчів у сезоні 2003/04 на користь «Корони» (Кельці). 29 березня його було звільнено. Обвинувачений визнав себе винним і згодои добровільно погодився на покарання, завдяки чому його справу можна було розглянути у прискореному порядку без суду. 16 вересня 2009 року він був засуджений районним судом міста Кельці на три роки ув'язнення, з відтермінуванням на 5 років, штрафу в розмірі 100 тисяч польських злотих і трирічна заборона на роботу в спорті за участь у корупційних діяннях, під час роботи в «Короні» (Кельці) в сезоні 2003/04 років. Також він мав сплатити 20 470 злотих судових витрат. Окрім того, 29 жовтня 2009 року його засудив Дисциплінарний департамент ПЗПН на сім років повної дискваліфікації (включаючи період призупинення ліцензії на тренерську діяльність з 2008 року) та 20 000 злотих штрафу. Покарання повинне було закінчитися в 2016 році. 5 липня 2012 року, після чотирьох років відсторонення, Вдовчик отримав ліцензію Комітету з підготовки та ліцензування ПЗПН на 1 рік, а Арбітражний трибунал при ПКОЛ знову отримав можливість працювати тренером.